# Lanosterol

Molécula de lanosterol

El lanosterol es un triterpenoide tetracíclico, que es el compuesto del que derivan todos los esteroides. Es el primer producto de ciclación del escualeno (30 átomos de carbono). También es un precursor del colesterol. 
El lanosterol también se encuentra como el colesterol en las membranas celulares, sobre todo en las membranas vegetales. El lanosterol junto al colesterol son miembros de un subgrupo de esteroides llamados esteroles, que poseen un grupo hidroxilo en el carbono 3 y una cadena ramificada de 8 o más átomos de carbono en el carbono-17.

## Usos médicos
Investigaciones recientes sugieren que el lanosterol podría ser decisivo en la prevención de la formación de cataratas en los mamíferos.
En una investigación cuyos resultados se publicaron en la revista Nature se demostró en una familia que tenía cataratas congénitas, la mutación en la hemoginosis que codifica la proteína del lanosterol puede ser el responsable de la agregación de proteínas en el cristalino, pudiendo ser la sustancia responsable de la aparición de catarata.